# 博多新幹線乗務所
博多新幹線乗務所（はかたしんかんせんじょうむしょ）は、福岡県福岡市博多区にある九州旅客鉄道（JR九州）本社鉄道事業本部新幹線部の運転士と車掌が所属する乗務員区所である。九州新幹線の運転士・車掌はここで到着・出場点呼を受ける。九州新幹線全線開通に向け、2010年（平成22年）に設立された。
なお、似た名称の博多新幹線列車区は西日本旅客鉄道（JR西日本）山陽新幹線の乗務員区所である。

## 乗務範囲
- 九州新幹線：博多 - 鹿児島中央間

## 歴史
- 2010年（平成22年）11月22日 - 博多新幹線乗務所として発足。